# Gran Fondo (ciclismo)
La Gran Fondo, nota anche come La Seicento, per via del suo tracciato di 600 km o più, fu una corsa in linea maschile di ciclismo su strada che si svolse in Italia, a più riprese fra il XIX e XX secolo.

## Albo d'oro
Aggiornato all'edizione 1979.
| Anno      | Vincitore           | Secondo          | Terzo            |
| --------- | ------------------- | ---------------- | ---------------- |
| 1894      | Eugenio Sauli       | Giuseppe Toesca  | Piero Masetti    |
| 1895-1901 | non disputata       | non disputata    | non disputata    |
| 1902      | Enrico Brusoni      | Gustavo Beccaria | Rodolfo Muller   |
| 1903      | Giovanni Rossignoli | Felice Pinardi   | Carlo Conti      |
| 1904      | Enrico Brusoni      | Ugo Sivocci      | Enrico Favarelli |
| 1905-1911 | non disputata       | non disputata    | non disputata    |
| 1912      | Luigi Ganna         | Carlo Galetti    | Giovanni Cervi   |
| 1913      | Costante Girardengo | Ezio Corlaita    | Luigi Ganna      |
| 1914-1918 | non disputata       | non disputata    | non disputata    |
| 1919      | Alfredo Sivocci     | Carlo Galetti    | Marcel Buysse    |
| 1920-1940 | non disputata       | non disputata    | non disputata    |
| 1941      | Aldo Bini           | Cino Cinelli     | Olimpio Bizzi    |
| 1942-1978 | non disputata       | non disputata    | non disputata    |
| 1979      | Sergio Santimaria   | Enrico Paolini   | Vincenzo De Caro |

## Statistiche

### Vittorie per nazione
Aggiornato all'edizione 1979.
| Pos. | Nazione | Vittorie |
| ---- | ------- | -------- |
| 1    | Italia  | 9        |